# Sjumansholmen
Sjumansholmen es la isla más pequeña del archipiélago sur de Gotemburgo, en el país europeo de Suecia, que es accesible a través de un sistema de transporte que consiste en un ferry público. Se encuentra entre Styrsö en el noroeste, Kårholmen en el este y Vrångö en el sur. Cuenta con unas 30 casas de verano aproximadamente.
Ya en 1929 asociaciones políticas usaban la isla como lugar para pasar el verano.